# Ouvrage de l'Oberheid
L'ouvrage de l'Oberheid est un ouvrage fortifié de la ligne Maginot, situé sur la commune de Cattenom, dans le département de la Moselle.
C'est un petit ouvrage d'infanterie, monobloc. Construit à partir de 1930, il a été plutôt épargné par les combats de juin 1940.

## Position sur la ligne
Faisant partie du sous-secteur d'Ettange dans le secteur fortifié de Thionville, l'ouvrage de l'Oberheid, portant l'indicatif A 14, est intégré à la « ligne principale de résistance » entre l'ouvrage du Kobenbusch (A 13) au nord-ouest et la casemate d'intervalle du Sonnenberg (C 47) au sud, à portée de tir des canons des gros ouvrages de Sœtrich (A 11), du Kobenbusch, du Galgenberg (A 15) et de Métrich (A 17).
Il est situé dans la pointe nord-est du saillant du bois de Cattenom.

## Description
L'ouvrage monobloc est constitué de deux chambres de tir et d'une caserne centrale surmontée d'une tourelle de mitrailleuses.
Chaque chambre de tir possède un créneau mixte pour JM/AC 37 (jumelage de mitrailleuses et canon antichar de 37 mm) et un créneau pour jumelage de mitrailleuses seul.
L'ouvrage est surmonté d'une tourelle de mitrailleuses et de quatre cloches GFM (guetteur fusil mitrailleur) dont une servait d'observatoire rattaché tactiquement au gros ouvrage de Métrich.
La petite usine de l'Oberheid était équipée de deux groupes électrogènes Baudouin de 36 chevaux.

## Équipage
L'ouvrage possédait un équipage de 78 hommes du 168e RIF, aux ordres du lieutenant Pobeau et du lieutenant Sépulchre son adjoint.

## Histoire
Les gros ouvrages du Kobenbusch (au nord) et du Galgenberg (au sud) le couvrirent de leurs feux d'artillerie en juin 1940 quand l'Oberheid fut soumis à des infiltrations et à des bombardements quotidiens.

## Situation actuelle
Toujours propriété de l'Armée française, entretenu et maintenu en bon état jusque dans les années 1980 par un particulier, il a ensuite été peu à peu pillé et vandalisé à la suite de l'arrêt de cet entretien, l'Armée ayant manifesté le souhait de reprendre le site.
Par la suite, façades et entrées ont été remblayées par l'Armée pour en condamner et interdire les accès intérieurs. Comme tous les autres ouvrages dans le bois de Cattenom, l'ouvrage est sous la gestion de l'association « Ligne Maginot de Cattenom et environs ».